# 阿南功一
阿南 功一（あなん こういち、1924年2月15日 - 1997年3月24日）は、日本の医学者、医学博士。筑波大学学長を務めた。

## 経歴
大分県出身。1946年9月に東京帝国大学医学部医学科を卒業し、1952年5月には東京大学医学部大学院を修了した。
1952年12月に東京医科歯科大学助教授に就任し、1969年7月に教授、1973年11月に筑波大学教授、1978年5月に副学長を経て、1986年4月から1992年3月まで学長を務めた。
1997年3月24日、前立腺癌のために死去した。73歳没。